# Dolors Sistac Sanvicén
Dolors Sistac Sanvicén (Lleida, 17 de desembre de 1922 - 21 de gener de 2018) fou una escriptora catalana i impulsora de l'ensenyament del català.

## Biografia
Des de 1944 va treballar com a professora d'ensenyament primari. Es maridà amb Enric Farreny i Martí, també mestre de primer ensenyament. El 1964 es diplomà en francès a Madrid, i el 1975 es llicencià en Filosofia i Lletres i Pedagogia a la Universitat de Barcelona, on es doctorà en Filologia Catalana el 1986, per poder culminar la investigació de les tradicionals cançons de pandero, que havia iniciat el seu marit abans de morir.
Ha estat professora de francès a l'ensenyament primari, al Col·legi Sant Jordi, i professora a l'Escola de Magisteri i Universitat de Lleida, alhora que col·laboradora a la revista Labor i al diari La Mañana. Ha escrit narracions, articles periodístics i estudis literaris. El seu activisme cultural la portà a col·laborar amb Òmnium Cultural, entitat de la qual fou presidenta a Lleida.
El 2002 se li concedí la Creu de Sant Jordi en reconeixement de la seva tasca pedagògica, iniciada en l'àmbit de l'ensenyament primari, i també per les seves recerques de diversos aspectes literaris i culturals de les terres de Ponent.

## Obres
- Tres poetes simbolistes: Josep Estadella, Jaume Agelet i Màrius Torres (1986)
- 6 retrats de lleidatans il·lustres (Jaume Agelet i Garriga, Josep Estadella i Arnó, Samuel Gili i Gaya, Magí Morera i Galícia, Valeri Serra i Boldú i Màrius Torres) (1990)
- Passes de vellut (1994, periodisme)
- La vella dorment i altres històries (1994, relats)
- La vall de les ruïnes i les roses (1995, relats)
- Les cançons de pandero o de tambor. Estudi i noves aportacions (1997)
- Líriques de silenci: la cançó de dona a Safo, Renée Vivien i Maria-Mercè Marçal (2001, estudi literari)
- El català d'Àneu (2002, estudi lingüístic)
- La mirada encantada (2005, periodisme)
- Foc d'encenalls (2007, periodisme)
- Temps de llucar. Segona memòria I (1922-1947) (2011, memòries)